# NGC 7082
NGC 7082 è un ammasso aperto piuttosto disperso visibile nella costellazione del Cigno.

## Osservazione

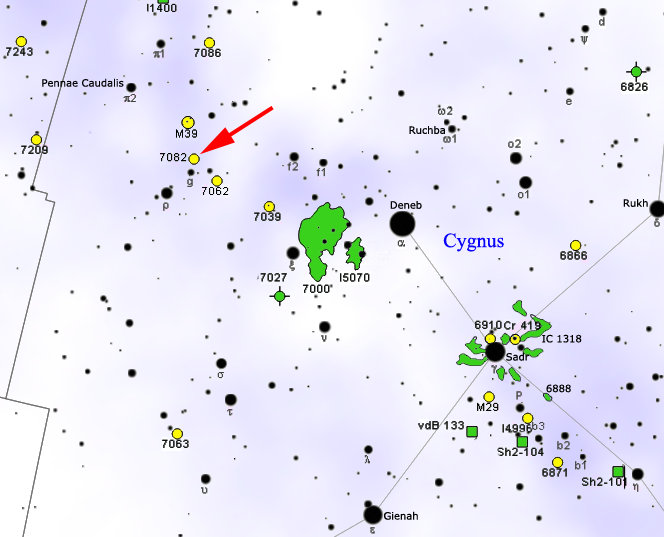
Mappa per individuare NGC 7082.

Si individua 1,5 gradi a NNW della stella ρ Cygni, a poca distanza da M39; si presenta come un oggetto molto poco concentrato, al punto che non è facile individuarne i confini, nonostante la sua luminosità integrata sia relativamente alta. Le componenti più luminose sono di magnitudine 8, ma gli strumenti più adatti per l'osservazione sono i piccoli telescopi muniti con oculari con bassi ingrandimenti e grande campo, attraverso cui se ne può apprezzare la visione d'insieme. Le stelle meno luminose si confondono invece con i ricchi campi stellari circostanti.
La declinazione fortemente settentrionale di quest'ammasso favorisce notevolmente gli osservatori dell'emisfero nord; dalle regioni boreali si presenta estremamente alto nel cielo nelle notti d'estate, mentre dall'emisfero australe resta piuttosto basso e non è osservabile dalle latitudini troppo lontane dalla zona tropicale. Il periodo migliore per la sua osservazione nel cielo serale è quello compreso fra giugno e novembre.

## Storia delle osservazioni
NGC 7082 venne individuato per la prima volta da William Herschel nel 1788, assieme a numerosi altri oggetti circostanti, attraverso il telescopio riflettore da 18,7 pollici; suo figlio John Herschel lo inserì nel General Catalogue of Nebulae and Clusters col numero 2122.

## Caratteristiche
NGC 7082 è un ammasso di aspetto molto disperso e di dimensioni relativamente estese, situato sul Braccio di Orione alla distanza di circa 1442 parsec (4700 anni luce); la regione galattica a cui appartiene assieme al vicino NGC 7062 è dominata dalla presenza della grande regione di formazione stellare di Cygnus X, in cui si stanno generando diversi gruppi di stelle di grande massa. A questa distanza, le sue dimensioni apparenti corrispondono a un diametro reale di circa 5,2 parsec.
Si tratta di un oggetto poco studiato. Non contiene stelle di classe spettrale O e B e le sue stelle più calde sono di classe A; ciò è indice della sua età relativamente evoluta, stimata attorno ai 170 milioni di anni. Fra le sue componenti sono note 91 stelle di sequenza principale e 17 giganti rosse, 6 delle quali sono situate nelle regioni centrali.